# Высокое (село, Жирятинский район)
Не следует путать с одноимённой деревней в том же административном районе.
Высо́кое — село в Жирятинском районе Брянской области, в составе Морачёвского сельского поселения. 
 Расположено в 11 км к северо-западу от села Жирятино. Население — 263 человека (2010).
Имеется отделение почтовой связи, сельский Дом культуры, библиотека.

## История
Впервые упоминается в начале XVII века (под названием «Погост на реке Роше») как село с храмом Николая Чудотворца, разоренное в Смутное время; последнее здание храма было сооружено в 1900-х гг. (не сохранилось). С середины XVII века упоминается как сельцо, позднее село Высокое, в составе Подгородного стана Брянского уезда. Бывшее владение Бахтиных, Загряжских, Савицких, Львовых, Вышеславцевых и др.
До начала XX века было известно как центр бондарного ремесла. В 1887 году была открыта земская школа.
С 1861 по 1924 год в Княвицкой волости Брянского (с 1921 — Бежицкого) уезда; позднее в Жирятинской волости, Жирятинском районе (с 1929), а при его временном расформировании (1932—1939, 1957—1985 гг.) — в Жуковском районе. До 2005 года являлось центром Высокского сельсовета.